# عدنان الوردي
عدنان الوردي (1994 المغرب) هو لاعب كرة قدم مغربي يلعب حالياً في نادي الجيل السعودي.

## روابط خارجية
- عدنان الوردي على موقع قاعدة بيانات كرة القدم.إي يو (الإنجليزية)
- عدنان الوردي على موقع Soccerway.com (الإنجليزية)
- عدنان الوردي على موقع كووورة